# André Oleffe
André Antoine Oleffe (Court-Saint-Étienne, 10 mei 1914 - Ottignies, 18 augustus 1975) was een Belgisch politicus voor de PSC.

## Levensloop

### Financiële carrière
In 1935 behaalde Oleffe aan de ULB het diploma van handelsingenieur. Van 1936 tot 1939 werkte Oleffe als bankbediende voor verschillende financiële instelling in Brussel. Daarna was hij tijdelijk surveillant aan het Koninklijk Atheneum van Elsene, om vervolgens aan de slag te gaan bij de bank Beyersdorf, Terlinck et Cie. 
Toen Oleffe geslaagd was voor een staatsexamen, werd hij in oktober 1940 benoemd tot bestuurssecretaris op de studie- en documentatiedienst van het ministerie van Financiën. In die hoedanigheid was hij na de Tweede Wereldoorlog betrokken bij de uitwerking van de Operatie Gutt, de muntsaneringsoperatie opgelegd door minister van Financiën Camille Gutt om de stijging van de levensduurte te temperen. In december 1944 werd hij aangesteld tot directeur van de Bankcommissie, de autonome openbare instelling belast met het toezicht op de liquiditeit en de solvabiliteit van de Belgische banken. In deze functie overzag hij onder andere de bescherming van het spaargeld door toezicht te houden op aandelen- en obligatie-emissies door portefeuillebedrijven en aandelenfondsen. Het leverde hem de reputatie van een gewaardeerde expert op en verleende hem toegang tot de hoogste financieel-economische kringen. 
In juni 1962 werd Oleffe aangesteld tot directeur-generaal van de Bankcommissie en van juli 1973 tot mei 1974  was hij er de voorzitter van. In de jaren '60 nam hij tevens deel aan de werkzaamheden van de commissie-De Voghel, belast met de studie naar de structuur en de functionering van de Belgische financiële markt, en in 1963-1964 werkte hij in de hoedanigheid van expert aangesteld door de staat mee aan het oplossen van Belgisch-Congolese conflicten op het gebied van financiële en bankzaken. Tien jaar later verleende hij de Belgische regering advies over het uitbetalen van schadevergoedingen aan Belgen wier Congolese goederen in beslag waren genomen door het regime van Mobutu. Van 1967 tot 1974 zetelde hij eveneens in de Hoge Raad van Financiën.
Voorts werd Oleffe in mei 1967 aangesteld tot voorzitter van het Overlegcomité voor het Staalbeleid, waarin vertegenwoordigers van overheid, patronaat en vakbonden de rationalisering van de sector dienden uit te werken middels planificatie en investeringsprogramma's. Zo werkte Oleffe vanaf 1969 aan de hergroepering van de Luikse firma's rond de groep Cockerill-Ougrée-Providence tot een groot staalbedrijf, om overnames door de Nederlandse concurrent Koninklijke Hoogovens te vermijden. Deze aanpak stuitte echter op het beleid van voldongen feiten dat door sommige bedrijven werd gevoerd, vandaar dat het Overlegcomité voor het Staalbeleid bij gebrek aan resultaten in 1974 werd ontbonden. 
Daarnaast was Oleffe ook lid van de Commissie voor de Controle van Elektriciteit en Gas, waar hij meewerkte aan de rationalisatie van de productie, het transport en de distributie van energie om de prijzen voor consument en industrie laag te houden en aan de verhoging van het investeringsvolume van de energiemarkt, om de overgang naar nucleaire energieproductie mogelijk te maken. Andere functies die Oleffe uitoefende waren het lidmaatschap van de Nationale Raad voor het Wetenschapsbeleid en van het directiecomité van de Nationale Maatschappij voor Klein Grondbezit. Ook was hij beheerder van de Nationale Stichting voor Werkgelegenheid.

### Carrière in de christelijke arbeidersbeweging en in de onderwijswereld
Oleffe was een overtuigde aanhanger van de christendemocratie en was actief in de Jeunesse Ouvrière Chrétienne (JOC) van priester Jozef Cardijn, waarvan hij de werking in Waals-Brabant mee hielp uitbouwen. Na de Tweede Wereldoorlog was hij actief in christendemocratische gezinsverenigingen als de Mouvement Populaire des Familles en de Équipes populaires en stichtte hij lokale afdelingen van deze verenigingen in Court-Saint-Etienne, Ottignies en Limelette.
Na de Tweede Wereldoorlog trad Oleffe in dienst op de studiedienst van het Algemeen Christelijk Vakverbond, waar hij werd opgemerkt door voorzitter August Cool en algemeen secretaris Louis Dereau. In 1946 werd hij voorzitter van de Waals-Brabantse federatie van de MOC, een functie die hij tot in 1950 behield. In augustus 1950 werd hij vervolgens in opvolging van Léon Servais algemeen voorzitter van de MOC, een functie die hij bekleedde tot in juli 1973. In die hoedanigheid zat hij ook de raad van bestuur van de christendemocratische krant La Cité voor. Na zijn vertrek als algemeen voorzitter van de MOC werd actief binnen Démocratie Chrétienne, de linkervleugel van de christendemocratische PSC.
Tijdens de Tweede Schoolstrijd verdedigde Oleffe de belangen van het katholiek onderwijs en verdedigde hij de positie van de katholieke kerk. Hij stond mee aan de basis van het Comité national pour la défense de la liberté et de la démocratie (CDLD), dat campagne voerde tegen de seculiere onderwijspolitiek van minister van Onderwijs Léo Collard, maar nam afstand van de conservatieve elementen in het comité, die de PSC in rechtsere richting wilden stuwen. Hij bleef zijn leven lang het katholiek onderwijs verdedigen en stemde er daarom mee in om te zetelen in de contactcommissie ter herziening van het Schoolpact en de raad van bestuur van de investeringsdienst van het Nationaal Secretariaat van het Katholiek Onderwijs. 
Daarnaast doceerde Oleffe financiële wetgeving aan het Institut catholique d'hautes études commerciale en vanaf 1963 was hij lid van de raad van bestuur van de Vrienden van de Katholieke Universiteit Leuven-Université Catholique de Louvain. In de jaren nadien toonde hij zich een voorstander van de overheveling van de Franstalige universiteit   van Leuven naar Louvain-la-Neuve en nadat dat was gebeurd, werd hij in juli 1970 verkozen tot voorzitter van de raad van bestuur van de UCL, hetgeen hij bleef tot aan zijn overlijden in 1975. Na zijn dood werd hij opgevolgd door Jean Godeaux. Ook was Oleffe oprichter van verschillende opleidingscentra en droeg hij in 1974 bij aan de oprichting van de Open Faculteit voor Economisch en Sociaal Beleid (FOPES), dat paritair beheerd werd door de UCL en MOC.

### Minister van Economische Zaken
Vanaf april 1974 was Oleffe voor de PSC minister van Economische Zaken in de regeringen-Tindemans I en II. Hij bekleedde deze functie zestien maanden lang, tot hij in augustus 1975 overleed aan kanker. In deze korte tijd diende hij drie nijpende dossiers te beheren: de strijd tegen de inflatie, de stabilisatie van de prijs van olieproducten en het hervormen van het consumptiebeleid. Ook werkte hij een wettelijk kader uit om het uitrollen van nucleaire energie voor de productie van elektriciteit mogelijk te maken.